# Persone di nome Romano
| Questa pagina contiene informazioni ricavate automaticamente dalle voci biografiche con l'ausilio del template Bio e di un bot. L'aggiornamento è periodico e automatico e ricostruisce completamente la pagina. Se manca una persona in questa lista, sei pregato di non aggiungerla, ma accertati piuttosto che la sua voce biografica contenga il template Bio e che i dati anagrafici siano correttamente compilati. Se il template Bio manca, inseriscilo tu stesso o, in alternativa, metti l'avviso {{tmp\|Bio}} che ne segnala la mancanza. Se i dati riportati sono sbagliati, correggi direttamente la voce biografica; le modifiche saranno visibili in questa lista entro pochi giorni. Per chiarimenti vedi il progetto antroponimi. La lista contiene solo le 151 persone che sono citate nell'enciclopedia e per le quali è stato implementato correttamente il template Bio. Pagina aggiornata al 6 ago 2025. |

Questa è una lista di persone presenti nell'enciclopedia che hanno il nome Romano, suddivise per attività principale.

## Abati(1)
- Romano di Condat, abate (Izernore, n. 390 - Saint-Claude, † 463)

## Allenatori di calcio(4)
- Romano Cazzaniga, allenatore di calcio e ex calciatore italiano (Roncello, n. 1943)
- Romano Fogli, allenatore di calcio e calciatore italiano (Santa Maria a Monte, n. 1938 - Santa Maria a Monte, † 2021)
- Romano Mattè, allenatore di calcio italiano (Trento, n. 1939)
- Romano Perticone, allenatore di calcio e ex calciatore italiano (Melzo, n. 1986)

## Alpinisti(2)
- Romano Apollonio, alpinista e pattinatore di velocità su ghiaccio italiano (Cortina d'Ampezzo, n. 1922 - Milano, † 1945)
- Romano Benet, alpinista italiano (Tarvisio, n. 1962)

## Architetti(3)
- Romano Boico, architetto italiano (Trieste, n. 1910 - Trieste, † 1985)
- Romano Carapecchia, architetto italiano (Roma, n. 1666 - La Valletta, † 1738)
- Romano Viviani, architetto italiano (Bangkok, n. 1927 - Firenze, † 2006)

## Arcivescovi(1)
- Romano di Rouen, arcivescovo franco (Rouen, † 640)

## Artigiani(1)
- Romano Levi, artigiano italiano (Campodolcino, n. 1928 - Neive, † 2008)

## Artisti(1)
- Romano Baratta, artista e designer italiano (Foggia, n. 1979)

## Attori(7)
- Romano Malaspina, attore e doppiatore italiano (Venaria Reale, n. 1939)
- Romano Calò, attore e regista radiofonico italiano (Roma, n. 1883 - Lugano, † 1952)
- Romano Ghini, attore e doppiatore italiano (Parma, n. 1934 - Roma, † 2020)
- Romano Kristoff, attore spagnolo
- Romano Orzari, attore e produttore cinematografico canadese (Montréal, n. 1964)
- Romano Puppo, attore e stuntman italiano (Trieste, n. 1933 - Trieste, † 1994)
- Romano Reggiani, attore e musicista italiano (Bologna, n. 1993)

## Bassisti(1)
- Romi Ferretti, bassista italiano (Verona, n. 1963)

## Bobbisti(1)
- Romano Bonagura, bobbista italiano (Ravenna, n. 1930 - Casalpusterlengo, † 2010)

## Calciatori(23)
- Romano Agostinelli, calciatore e allenatore di calcio italiano (Mantova, n. 1928 - Bolzano, † 2019)
- Romano Bagatti, ex calciatore italiano (Perignano, n. 1939)
- Romano Bernard, ex calciatore italiano (San Giovanni al Natisone, n. 1935)
- Romano Buschi, calciatore italiano (Albino, n. 1901)
- Romano Collovati, calciatore italiano (Monfalcone, n. 1937 - Monfalcone, † 2013)
- Romano Denneboom, ex calciatore olandese (Schiedam, n. 1981)
- Romano Di Bari, calciatore italiano (Supino, n. 1936 - Lanciano, † 2018)
- Romano Donzelli, ex calciatore italiano (Roccabianca, n. 1946)
- Romano Forin, calciatore italiano (Piove di Sacco, n. 1936 - Padova, † 2018)
- Romano Frigieri, calciatore italiano (Fiorano Modenese, n. 1936 - Trieste, † 2013)
- Romano Galvani, ex calciatore italiano (Manerbio, n. 1962)
- Romano Grassi, ex calciatore italiano (Fornovo San Giovanni, n. 1931)
- Romano Marinai, ex calciatore italiano (Cascina, n. 1940)
- Romano Mattinzoli, calciatore italiano (Monzambano, n. 1901 - Mantova, † 1958)
- Romano Micelli, ex calciatore italiano (Basiliano, n. 1940)
- Romano Guido Nimis, ex calciatore italiano (Nimis, n. 1948)
- Romano Obilinović, ex calciatore croato (Spalato, n. 1979)
- Romano Penzo, calciatore e allenatore di calcio italiano (Chioggia, n. 1920 - Torino, † 1991)
- Romano Postema, calciatore olandese (Groninga, n. 2002)
- Romano Rinesi, calciatore italiano (Genova, n. 1907 - Lecco, † 1968)
- Romano Schmid, calciatore austriaco (Graz, n. 2000)
- Romano Taccola, calciatore italiano (Livorno, n. 1935 - Livorno, † 2021)
- Romano Voltolina, calciatore italiano (Chioggia, n. 1937 - Parma, † 2023)

## Canottieri(2)
- Romano Battisti, canottiere italiano (Priverno, n. 1986)
- Romano Sgheiz, ex canottiere italiano (Colico, n. 1937)

## Cardinali(3)
- Romano Bobone, cardinale italiano (Roma, † 1189)
- Romano Bobone, cardinale italiano
- Romano Bonaventura, cardinale, vescovo cattolico e diplomatico italiano (Roma - Roma, † 1243)

## Cestisti(1)
- Romano Forastieri, cestista e allenatore di pallacanestro italiano (Milano, n. 1928 - Aosta, † 2012)

## Chitarristi(1)
- Romano Trevisani, chitarrista italiano (San Lazzaro di Savena, n. 1953 - Bologna, † 2017)

## Ciclisti su strada(2)
- Romano Pontisso, ciclista su strada e dirigente sportivo italiano (Basiliano, n. 1915 - Roma, † 2003)
- Romano Tumellero, ex ciclista su strada italiano (Arcugnano, n. 1948)

## Compositori(2)
- Romano Bertola, compositore, paroliere e scrittore italiano (Torino, n. 1936 - Torino, † 2017)
- Romano Musumarra, compositore, arrangiatore e produttore discografico italiano (Roma, n. 1956)

## Critici letterari(1)
- Romano Luperini, critico letterario, scrittore e politico italiano (Lucca, n. 1940)

## Direttori della fotografia(1)
- Romano Albani, direttore della fotografia italiano (Livorno, n. 1945 - Roma, † 2014)

## Direttori di coro(1)
- Romano Gandolfi, direttore di coro e direttore d'orchestra italiano (Medesano, n. 1934 - Medesano, † 2006)

## Dirigenti d'azienda(1)
- Romano Comincioli, dirigente d'azienda e politico italiano (Venezia, n. 1935 - Milano, † 2011)

## Fantini(1)
- Romano Corsini, fantino italiano (Roma, n. 1929 - Velletri, † 2013)

## Filosofi(3)
- Romano Amerio, filosofo, filologo classico e teologo italiano (Lugano, n. 1905 - Lugano, † 1997)
- Romano Galeffi, filosofo italiano (Montevarchi, n. 1915 - Salvador de Bahia, † 1998)
- Romano Madera, filosofo e psicoanalista italiano (Cuasso al Piano, n. 1948)

## Fotografi(1)
- Romano Cagnoni, fotografo italiano (Pietrasanta, n. 1935 - Pietrasanta, † 2018)

## Fumettisti(3)
- Romano Garofalo, fumettista, scrittore e giornalista italiano (Rimini, n. 1971)
- Romano Felmang, fumettista italiano (Roma, n. 1941)
- Romano Scarpa, fumettista e animatore italiano (Venezia, n. 1927 - Malaga, † 2005)

## Generali(1)
- Romano dalla Chiesa, generale italiano (Parma, n. 1891 - Roma, † 1978)

## Ginecologi(1)
- Romano Forleo, ginecologo, sessuologo e politico italiano (Bologna, n. 1933 - Roma, † 2025)

## Giocatori di football americano(1)
- Romano Zanella, giocatore di football americano svizzero (n. 1990)

## Giornalisti(2)
- Romano Battaglia, giornalista, scrittore e poeta italiano (Pietrasanta, n. 1933 - Pietrasanta, † 2012)
- Romano Ledda, giornalista e politico italiano (Tunisi, n. 1930 - Roma, † 1987)

## Giuristi(1)
- Romano Vaccarella, giurista italiano (Roma, n. 1942)

## Hockeisti su ghiaccio(1)
- Romano Lemm, hockeista su ghiaccio svizzero (Dielsdorf, n. 1984)

## Hockeisti su pista(1)
- Romano Cataletto, ex hockeista su pista italiano (Trieste, n. 1929)

## Imperatori(4)
- Romano I Lecapeno, imperatore bizantino (Lacape, n. 870 - Proti, † 948)
- Romano II, imperatore bizantino (Costantinopoli - Costantinopoli, † 963)
- Romano III Argiro, imperatore bizantino (Ierapoli, n. 968 - Costantinopoli, † 1034)
- Romano IV Diogene, imperatore bizantino (Cappadocia - Isola di Proti, † 1072)

## Imprenditori(2)
- Romano Artioli, imprenditore italiano (Moglia, n. 1932)
- Romano Volta, imprenditore e dirigente d'azienda italiano (n. 1937)

## Ingegneri(1)
- Romano Righi, ingegnere e imprenditore italiano (Saliceta San Giuliano, n. 1873 - Parma, † 1956)

## Intagliatori(1)
- Nero Alberti da Sansepolcro, intagliatore e poeta italiano (Sansepolcro, n. 1502 - † 1568)

## Linguisti(2)
- Romano Broggini, linguista e filologo svizzero (Locarno, n. 1925 - Locarno, † 2014)
- Romano Lazzeroni, linguista e glottologo italiano (Pontedera, n. 1930 - Zweisimmen, † 2020)

## Maratoneti(1)
- Romano Maffeis, maratoneta italiano (Semonte, n. 1911)

## Mercanti(1)
- Romano Mairano, mercante italiano

## Militari(2)
- Romano Curcuas, militare e nobile bizantino
- Romano martire, militare romano (Roma, † 258)

## Mountain biker(1)
- Romano Püntener, mountain biker liechtensteinese (n. 2004)

## Nobili(3)
- Romano Dalasseno, nobile e funzionario bizantino
- Romano di Le Puy, nobiluomo francese
- Romano Argiro, nobile bizantino

## Papi(1)
- Papa Romano, papa, cardinale e vescovo italiano (Gallese)

## Partigiani(1)
- Romano Magnaldi, partigiano italiano (Savona, n. 1928 - Murialdo, † 1945)

## Pedagogisti(1)
- Romano Calisi, pedagogo e antropologo italiano (Roma, n. 1931 - Mwanza, † 1975)

## Pianisti(1)
- Romano Mussolini, pianista, compositore e pittore italiano (Forlì, n. 1927 - Roma, † 2006)

## Piloti automobilistici(1)
- Andrea De Cesaris, pilota automobilistico italiano (Roma, n. 1959 - Roma, † 2014)

## Piloti motociclistici(1)
- Romano Fenati, pilota motociclistico italiano (Ascoli Piceno, n. 1996)

## Pittori(7)
- Romano Dazzi, pittore italiano (Roma, n. 1905 - La Lima, † 1976)
- Romano Gazzera, pittore italiano (Cirié, n. 1906 - Torino, † 1985)
- Romano Masoni, pittore e incisore italiano (Santa Croce sull'Arno, n. 1940)
- Romano Rizzato, pittore e illustratore italiano (Milano, n. 1936 - Uzzano, † 2025)
- Romano Stefanelli, pittore italiano (Firenze, n. 1931 - † 2016)
- Romano Valori, pittore italiano (Milano, n. 1886 - Povolaro, † 1918)
- Romano Zaniol, pittore e scultore italiano (Cape Breton, n. 1917 - Montebelluna, † 1989)

## Poeti(2)
- Romano Pascutto, poeta e partigiano italiano (San Stino di Livenza, n. 1909 - Treviso, † 1982)
- Romano il Melode, poeta e santo bizantino (Emesa - Costantinopoli)

## Politici(11)
- Romano Carancini, politico italiano (Macerata, n. 1961)
- Romano Ferrauto, politico italiano (Castel Giorgio, n. 1939)
- Romano Maria La Russa, politico italiano (Paternò, n. 1952)
- Romano Mazzoli, politico e avvocato statunitense (Louisville, n. 1932 - Louisville, † 2022)
- Romano Merlo, politico italiano (Arquata Scrivia, n. 1939)
- Romano Misserville, politico e avvocato italiano (Roma, n. 1934 - Frosinone, † 2021)
- Romano Prodi, politico, economista e dirigente d'azienda italiano (Scandiano, n. 1939)
- Romano, politico e militare bizantino
- Romano, politico romano
- Romano Scarfagna, politico italiano (Farindola, n. 1951)
- Romano Tommasi, politico italiano (Magrè, n. 1896 - Schio, † 1983)

## Presbiteri(3)
- Romano Guardini, presbitero, teologo e scrittore italiano (Verona, n. 1885 - Monaco di Baviera, † 1968)
- Romano Penna, presbitero, biblista e traduttore italiano (Castiglione Tinella, n. 1937 - Verduno, † 2025)
- Romano Scalfi, presbitero e teologo italiano (Tione di Trento, n. 1923 - Seriate, † 2016)

## Pugili(2)
- Romano Caneva, pugile italiano (Milano, n. 1904 - Milano, † 1980)
- Romano Fanali, pugile italiano (Livorno, n. 1942 - Livorno, † 2022)

## Rapper(1)
- Sapobully, rapper italiano (Venosa, n. 1998)

## Registi(3)
- Romano Montesarchio, regista italiano (Caserta, n. 1973)
- Romano Scandariato, regista e sceneggiatore italiano (Fiume, n. 1938 - Roma, † 2010)
- Romano Scavolini, regista cinematografico, sceneggiatore e direttore della fotografia italiano (Fiume, n. 1940)

## Religiosi(2)
- Romano di Subiaco, religioso italiano (Subiaco - Auxerre)
- Romano di Blaye, religioso romano (Africa)

## Rugbisti a 15(2)
- Romano Baraldi, ex rugbista a 15 italiano (Sermide, n. 1947)
- Romano Bettarello, rugbista a 15 italiano (Villadose, n. 1930 - Rovigo, † 2005)

## Sceneggiatori(1)
- Romano Ferrara, sceneggiatore e regista italiano

## Scrittori(3)
- Romano Bilenchi, scrittore e giornalista italiano (Colle di Val d'Elsa, n. 1909 - Firenze, † 1989)
- Romano Bracalini, scrittore e giornalista italiano (Campiglia Marittima, n. 1936)
- Romano De Marco, scrittore italiano (Francavilla al Mare, n. 1965)

## Scultori(5)
- Romano Mazzini, scultore e ceramista italiano (Imola, n. 1939 - Perugia, † 2013)
- Romano Mignini, scultore italiano (Perugia, n. 1856 - Perugia, † 1918)
- Romano Romanelli, scultore italiano (Firenze, n. 1882 - Firenze, † 1968)
- Romano Rui, scultore e ceramista italiano (Caneva, n. 1915 - Milano, † 1977)
- Romano Vio, scultore italiano (Venezia, n. 1913 - Lido di Venezia, † 1984)

## Senatori(1)
- Romano, senatore romano († 470)

## Sindacalisti(2)
- Romano Bellissima, sindacalista italiano (Mirabella Imbaccari, n. 1939)
- Romano Cocchi, sindacalista, giornalista e antifascista italiano (Anzola dell'Emilia, n. 1893 - Buchenwald, † 1944)

## Sociologi(1)
- Romano Alquati, sociologo, attivista e saggista italiano (Clana, n. 1935 - Torino, † 2010)

## Sovrani(1)
- Romano di Bulgaria, sovrano bulgaro (Preslav - Costantinopoli, † 997)

## Storici(1)
- Romano Ferrari Zumbini, storico italiano (Parma)

## Tiratori a volo(1)
- Romano Garagnani, tiratore a volo italiano (Castelfranco Emilia, n. 1937 - Modena, † 1999)

## Vescovi(1)
- Romano di Auxerre, vescovo francese (Auxerre)

## Vescovi cattolici(1)
- Romano Rossi, vescovo cattolico italiano (Montevarchi, n. 1947)